# ویلیام ئی. آپجان
ویلیام ئی. آپجان (انگلیسی: William E. Upjohn; ۱۵ ژوئن ۱۸۵۳ – ۱۸ اکتبر ۱۹۳۲) پزشک، تاجر، و مخترع اهل ایالات متحده آمریکا بود. شرکت دارویی آپجان توسط وی تاسیس شد.